# Scott Porter
Matthew Scott Porter, född 14 juli 1979 i Omaha, Nebraska, är en amerikansk skådespelare, röstskådespelare och enstaka sångare som är känd för sin roll som Jason Street i tv-dramat Friday Night Lights. Hans karaktär skadades under en fotbollsmatch i pilotavsnittet och blev handikappad. Karaktären var inspirerad av high school-fotbollsspelaren David Edwards.
Porter spelade mot Alyson Michalka och Vanessa Hudgens i filmen Bandslam från 2009. Han framförde låten "Pretend" som också används som filmens soundtrack. 2010 spelade han rollen som utredare Blake Calamar på en advokatbyrå i CBS rättsdrama The Good Wife. 
Han har spelat George Tucker i dramakomedin Hart of Dixie på The CW och borgmästaren Paul Randolph i Ginny & Georgia.
I april 2013 gifte sig Porter med rollbesättaren Kelsey Mayfield. Paret har två barn tillsammans.